# Rhynchospora lapensis
Rhynchospora lapensis är en halvgräsart som beskrevs av Charles Baron Clarke. Rhynchospora lapensis ingår i släktet småag, och familjen halvgräs. Inga underarter finns listade i Catalogue of Life.